# Miguel Primo de Rivera

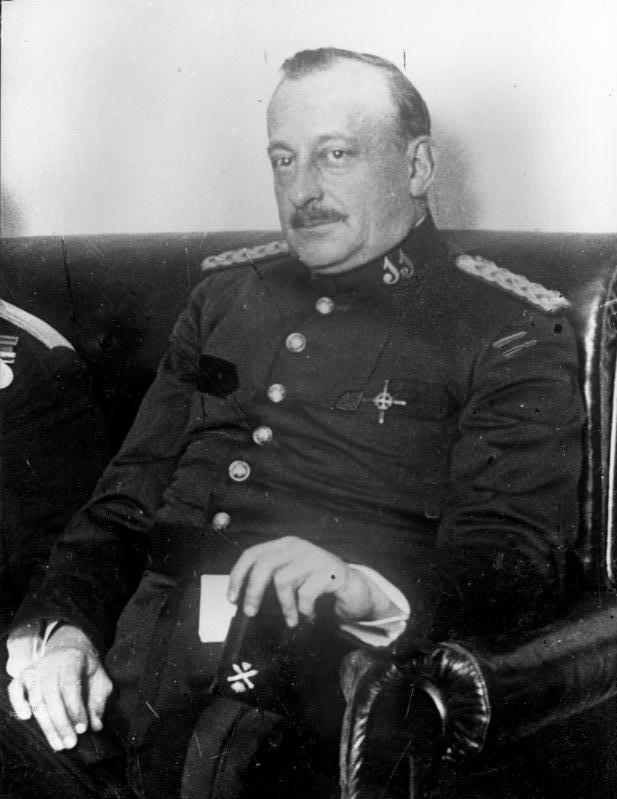
Miguel Primo de Rivera, 1930

Miguel Primo de Rivera y Orbaneja, Marqués de Estella (* 8. Januar 1870 in Jerez de la Frontera; † 16. März 1930 in Paris) war ein spanischer General. Mit Billigung von König Alfonso XIII. errichtete er von 1923 bis 1930 eine rechtsgerichtete Diktatur in Spanien. Primo de Rivera war im kolonialen Rifkrieg für den Einsatz chemischer Waffen gegen die Zivilbevölkerung um Al Hoceïma verantwortlich.

## Leben
Miguel Primo de Rivera entstammte einer andalusischen Adelsfamilie. Er wurde bis 1884 an der Infanterieakademie von Toledo ausgebildet. Als Offizier kämpfte Primo de Rivera für Spanien zunächst im Rifkrieg (1893) unter Juan García Margallo, im Kubanischen Unabhängigkeitskrieg (1895–1898) und gegen die Philippinische Revolution. Der anschließende Spanisch-Amerikanische Krieg (1898) auf den Philippinen endete mit einer vernichtenden Niederlage der spanischen Armee und führte zum Verlust eines großen Teils der Kolonien. Durch seine militärischen Leistungen hatte sich Primo de Rivera das Ansehen seiner Vorgesetzten erworben und wurde in das Kriegsministerium unter seinem Onkel versetzt. Primo de Rivera wurde auch in Spanisch-Marokko eingesetzt. Während seiner Zeit in Marokko kritisierte er die Regierungspolitik in der Kolonie, was zu seiner mehrfachen Entlassung und Wiedereinstellung führte. 1922 und 1923 war er Generalkapitän von Katalonien, wo sein Vorgehen gegen die Aufständischen ihm die Abneigung der Bevölkerung einbrachte.
In Absprache mit dem Bourbonenkönig Alfonso XIII. errichtete er am 13. September 1923 nach einem Putsch im Stile eines Pronunciamientos eine mehr als sechs Jahre währende Militärdiktatur, die die sich wiederholenden Staatskrisen beenden sollte. Zunächst setzte er als Regierung ein rein militärisch besetztes Direktorium ein, in das ab 1925 auch Zivilisten aufgenommen wurden, während er seit dieser Umstrukturierung den Titel Ministerpräsident annahm. Zu den Hauptleidtragenden seiner Politik gehörten die Kommunisten, gegen die Primo de Rivera eine harte Polizeirepression in Gang setzte. 
1924 förderte er mit einem persönlich erlassenen Dekret und nicht ohne Eigennutz die Inkraftsetzung eines Gesetzes, das sephardischen Juden weltweit den Zugang zur spanischen Staatsbürgerschaft ermöglichte und das Vertreibungsedikt von 1492 offiziell aufhob. 1931 lief das befristete Dekret aus. Das Interesse war gering, doch stellten fast 2000 von 35.000 Sepharden in Frankreich den Antrag. Auch andere rechtsgerichtete und positivistische Diktatoren, so Porfirio Díaz in Mexiko, förderten die Ansiedlung der angeblich im Umgang mit Geld versierten Juden, von denen wirtschaftliche Impulse erwartet wurden. Dem Frauenwahlrecht und der Wählbarkeit von Frauen auf Gemeindeebene war Primo de Rivera nicht grundsätzlich abgeneigt. Den häufig frauenfeindlichen Piropo der Männer wollte er gar verbieten, dennoch unternahm er politisch kaum etwas. Erst die Zweite Spanische Republik gab den Frauen das Wahlrecht.

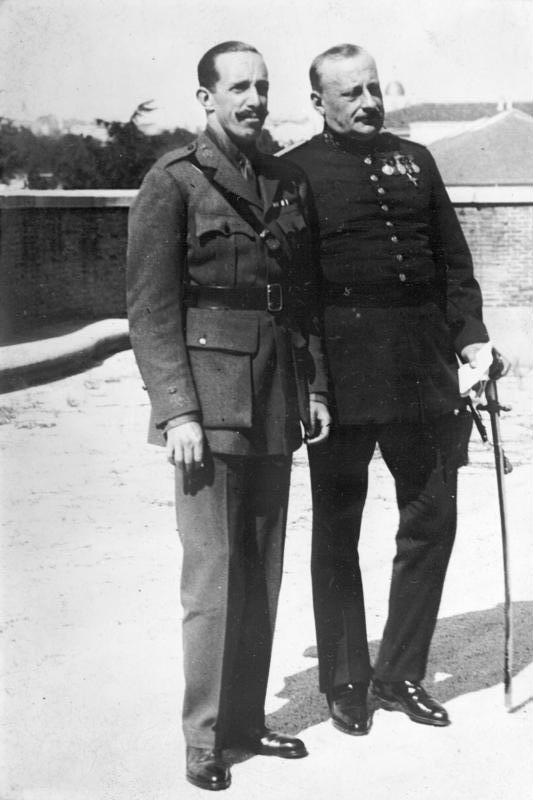
Primo de Rivera (rechts) und König Alfons XIII. im März 1930

Primo de Rivera betonte von Anfang an, dass die Diktatur befristet sein sollte. Opposition gegen Primo de Rivera kam zunächst vor allem von den Studenten der Federación Universitaria Escolar (FUE). Nach anfänglichen Erfolgen wie dem entscheidenden Sieg über die Aufständischen in Marokko bei Al Hoceïma und einem gewissen wirtschaftlichen Aufschwung musste Primo de Rivera am 28. Januar 1930 zurücktreten, um Unruhen und Aufstände zu vermeiden. Jahrelang schon an Diabetes leidend, starb er daran kurz darauf in Paris. Am 14. April 1931 wurde nach einem Sieg der Republikaner bei den Kommunalwahlen die Zweite Spanische Republik ausgerufen. Seine Grabstätte ist in der Basilika La Merced in Jerez de la Frontera.

## Kinder
Miguel Primo de Riveras Kinder José Antonio (1903–1936) und Pilar (1907–1991) gründeten 1933 die spanische faschistische Bewegung Falange, die 1937 mit dem Diktator Franco, einem Weggefährten ihres Vaters, ein politisches Bündnis einging.